# Донец, Станислав Юрьевич
Станисла́в Ю́рьевич Доне́ц (7 июля 1983 года, Димитровград, Ульяновская область, СССР) — российский пловец, двукратный чемпион мира 2010 года на короткой воде, чемпион Европы 2010 года на дистанции 200 м на спине, чемпион Европы 2008 года в комбинированной эстафете в длинных бассейнах (50метров). Десятикратный чемпион Европы в коротких бассейнах. Чемпион мира 2008 года и вице-чемпион мира 2010 года в комбинированной эстафете в коротких бассейнах. Многократный экс-рекордсмен мира. Участник XXIX олимпийских игр в Пекине.
С детства он тренировался под руководством своих родителей — Юрия и Ольги Райхман (Станислав носит девичью фамилию матери).
Специализируется в плавании на спине. Восьмикратный рекордсмен мира, многократный рекордсмен Европы в коротких бассейнах. Экс-рекордсмен мира в комбинированной эстафете 4×100 м в коротких бассейнах — 3.19,16 (Санкт-Петербург, 20 декабря 2009 года, совместно с Сергеем Гейбелем, Евгением Коротышкиным и Данилой Изотовым) и комбинированной эстафете 4×50 м в коротких бассейнах — 1.31,80 (Стамбул, 10 декабря 2009 года, совместно с Сергеем Гейбелем, Евгением Коротышкиным и Сергеем Фесиковым).
Стал одним из героев чемпионата мира 2010 года на короткой воде, выиграв золотые медали на дистанциях 50 и 100 м на спине и установив рекорд Европы на 100 м на спине на первом этапе комбинированной эстафеты — 48,95 (не добрав всего 0,01 до рекорда мира).
Признан лучшим спортсменом России декабря 2010 года голосованием на телеканале «Россия-2». Женат, двое детей.

## Спортивные результаты
| Год  | Турнир                                | Город                     | Место | Дистанция              |            |
| ---- | ------------------------------------- | ------------------------- | ----- | ---------------------- | ---------- |
| 2007 | Чемпионат Европы в коротких бассейнах | Дебрецен, Венгрия         | 1     | 100 м спина            |            |
| 2007 | Чемпионат Европы в коротких бассейнах | Дебрецен, Венгрия         | 2     | 200 м спина            |            |
| 2007 | Чемпионат Европы в коротких бассейнах | Дебрецен, Венгрия         | 2     | Эстафета комб. 4х50м   |            |
| 2007 | Чемпионат Европы в коротких бассейнах | Дебрецен, Венгрия         | 4     | 50 м спина             |            |
| 2008 | Чемпионат Европы по водным видам      | Эйндховен, Нидерланды     | 1     | Эстафета комб. 4х100 м | предварит. |
| 2008 | Чемпионат Европы по водным видам      | Эйндховен, Нидерланды     | 8     | 100 м спина            |            |
| 2008 | Чемпионат Европы по водным видам      | Эйндховен, Нидерланды     | 8     | 200 м спина            |            |
| 2008 | Чемпионат мира в коротких бассейнах   | Манчестер, Великобритания | 1     | Эстафета комб. 4х100 м | WR         |
| 2008 | Чемпионат мира в коротких бассейнах   | Манчестер, Великобритания | 3     | 100 м спина            |            |
| 2008 | Чемпионат мира в коротких бассейнах   | Манчестер, Великобритания | 3     | 200 м спина            |            |
| 2008 | Чемпионат Европы в коротких бассейнах | Риека, Хорватия           | 1     | 50 м спина             |            |
| 2008 | Чемпионат Европы в коротких бассейнах | Риека, Хорватия           | 1     | 100 м спина            | WR         |
| 2008 | Чемпионат Европы в коротких бассейнах | Риека, Хорватия           | 1     | 200 м спина            |            |
| 2008 | Чемпионат Европы в коротких бассейнах | Риека, Хорватия           | 2     | Эстафета комб. 4х50 м  |            |
| 2009 | Чемпионат мира по водным видам        | Рим, Италия               | 6     | 200 м спина            |            |
| 2009 | Чемпионат мира по водным видам        | Рим, Италия               | 16    | 100 м спина            | полуфинал  |
| 2009 | Чемпионат Европы в коротких бассейнах | Стамбул, Турция           | 1     | 50 м спина             | ER         |
| 2009 | Чемпионат Европы в коротких бассейнах | Стамбул, Турция           | 1     | 100 м спина            | WR         |
| 2009 | Чемпионат Европы в коротких бассейнах | Стамбул, Турция           | 1     | 200 м спина            |            |
| 2009 | Чемпионат Европы в коротких бассейнах | Стамбул, Турция           | 1     | Эстафета комб. 4х50 м  | WR         |
| 2010 | Чемпионат Европы по водным видам      | Будапешт, Венгрия         | 4     | 100 м спина            |            |
| 2010 | Чемпионат Европы по водным видам      | Будапешт, Венгрия         | 1     | 200 м спина            |            |
| 2010 | Чемпионат Европы по водным видам      | Будапешт, Венгрия         | 2     | Эстафета комб.4х100 м  |            |
| 2010 | Чемпионат Европы в коротких бассейнах | Эйндховен, Нидерланды     | 1     | 50 м спина             | ER         |
| 2010 | Чемпионат Европы в коротких бассейнах | Эйндховен, Нидерланды     | 1     | 100 м спина            |            |
| 2010 | Чемпионат Европы в коротких бассейнах | Эйндховен, Нидерланды     | 8     | 200 м спина            |            |
| 2010 | Чемпионат Европы в коротких бассейнах | Эйндховен, Нидерланды     | 3     | Эстафета комб. 4х50 м  |            |
| 2010 | Чемпионат мира в коротких бассейнах   | Дубай, ОАЭ                | 1     | 100 м спина            |            |
| 2010 | Чемпионат мира в коротких бассейнах   | Дубай, ОАЭ                | 1     | 50 м спина             |            |
| 2010 | Чемпионат мира в коротких бассейнах   | Дубай, ОАЭ                | 2     | Эстафета комб.4х100 м  | ER*        |
| 2012 | Чемпионат мира в коротких бассейнах   | Стамбул, Турция           | 2     | 100 м спина            |            |
| 2012 | Чемпионат мира в коротких бассейнах   | Стамбул, Турция           | 2     | Эстафета комб.4х100 м  |            |
| 2012 | Чемпионат мира в коротких бассейнах   | Стамбул, Турция           | 3     | 50 м спина             |            |
| 2014 | Чемпионат мира в коротких бассейнах   | Доха, Катар               | 3     | 50 м спина             |            |
| 2014 | Чемпионат мира в коротких бассейнах   | Доха, Катар               | 9     | 100 м спина            | полуфинал  |
| 2014 | Чемпионат мира в коротких бассейнах   | Доха, Катар               | 4     | Эстафета комб. 4х50 м  |            |
| 2014 | Чемпионат мира в коротких бассейнах   | Доха, Катар               | 4     | Эстафета комб. 4х100 м |            |
| 2015 | Чемпионат Европы в коротких бассейнах | Нетания, Израиль          | 2     | 100 м спина            |            |

* установил рекорд Европы на дистанции 100 м на спине на первом этапе - 48,95

## Рекорды мира
(Выделены действующие рекорды)
| № | Бассейн | Дистанция                        | Время   | Место                     | Дата                           | Турнир                            |
| - | ------- | -------------------------------- | ------- | ------------------------- | ------------------------------ | --------------------------------- |
| 1 | 25 м    | Комбинированная эстафета 4х100 м | 3:24.29 | Манчестер, Великобритания | 13 апреля 2008                 | Чемпионат мира на короткой воде   |
| 2 | 25 м    | Комбинированная эстафета 4х50 м  | 1:33.77 | Риека, Хорватия           | 11 декабря 2008                | Чемпионат Европы на короткой воде |
| 3 | 25 м    | 100 м спина                      | 49.32   | Риека, Хорватия           | 14 декабря 2008                | Чемпионат Европы на короткой воде |
| 4 | 25 м    | Комбинированная эстафета 4х50 м  | 1:32.08 | Стамбул, Турция           | 10 декабря 2009 (предв.заплыв) | Чемпионат Европы на короткой воде |
| 5 | 25 м    | Комбинированная эстафета 4х50 м  | 1:31.80 | Стамбул, Турция           | 10 декабря 2009 (финал)        | Чемпионат Европы на короткой воде |
| 6 | 25 м    | 100 м спина                      | 48.97*  | Стамбул, Турция           | 13 декабря 2009                | Чемпионат Европы на короткой воде |
| 7 | 25 м    | Комбинированная эстафета 4х100 м | 3:19.16 | Санкт-Петербург, Россия   | 20 декабря 2009                | Кубок Владимира Сальникова        |

* - финишировал одновременно с Аркадием Вятчаниным.

## Награды и звания
- Заслуженный мастер спорта России[1]
- Диплом Всероссийской федерации плавания (2008) — за высокие спортивные результаты и установление рекорда мира в эстафетном плавании в 2008 году
- Диплом Всероссийской федерации плавания (2008) — за высокие спортивные результаты и установление рекордов Европы и России в сезоне 2007/2008 годов